# Berberis quinquefolia
Berberis quinquefolia är en berberisväxtart som först beskrevs av Paul Carpenter Standley, och fick sitt nu gällande namn av J. S. Marroquin och J. E. Laferriere. Berberis quinquefolia ingår i släktet berberisar, och familjen berberisväxter. Inga underarter finns listade i Catalogue of Life.